# Sujuão
Sujuão ou Sichuan (chinês tradicional e simplificado: 四川, pinyin: Sìchuān, Wade–Giles: Ssŭ⁴-chʽuan¹, transcrição antiga: Szechwan, Sìchuānⓘ) é uma província da República Popular da China, situada na parte ocidental da China, cuja capital é Chengdu. De acordo com os censos de 2013 é habitada por cerca de 81 milhões habitantes, sendo que se estima que em 2018 já tenha atingido uma população na ordem dos 83 milhões. Historicamente, a província era designada de Sichuam em português, conforme resulta dos relatos de Galiote Pereira, explorador português, na obra «Algumas Cousas Sabidas da China».
O nome atual da província é uma abreviação de 四川路 (Sì Chuānlù), ou "Quatro circuitos de rios", que por sua vez é uma abreviação de  川峡四路 (Chuānxiá Sìlù), ou "Quatro circuitos de rios e desfiladeiros", nome dado em referência à divisão do circuito existente em quatro outros circuitos, durante a dinastia Song.
Em 12 de Maio de 2008, foi afetada por um forte terramoto.

## História
A província e a sua vizinhança foram o berço de civilizações locais únicas, que datam pelo menos do século XV a.C. (coincidindo com os últimos anos da dinastia Shang). No século IX a.C., os reinos de Shu (atual Chengdu) e Ba (atual Chongqing) emergiram como centros culturais e administrativos rivais.
A existência do reino de Shu era desconhecida até uma descoberta arqueológica feita em 1986, numa pequena aldeia chamada Sanxingdui (三星堆, Sān Xīng Duī), no condado de Guanghan. Escavações indicaram que aquela foi uma importante cidade do reino.
Embora a dinastia Chin tenha destruído as civilizações de Shu e Ba, suas culturas foram preservadas e herdadas pelos povos de Sujuão até os dias de hoje.[carece de fontes?] O governo de Chin acelerou os avanços da tecnologia e da agricultura de Sujuão, para trazer a província ao mesmo nível de desenvolvimento dos povos do vale do rio Amarelo. O Sistema de Irrigação de Dujiangyan, construído no século III a.C. sob as ordens de Li Bing, foi o símbolo da modernização ocorrida no período. Composto de uma série de represas, o sistema direcionava o fluxo do rio Minjiang, afluente do Azul, para os campos, aliviando o dano das enchentes sazonais. A construção, aliada a diversos outros projetos, aumentou enormemente a produção agricultural da área, que passou a ser a principal fornecedora de provisões e homens necessários para a unificação da China realizada pelos Chin.
Diversos minérios eram disponíveis, o que aumentava a importância da região. A área também se localizava nas rotas comerciais que iam do vale do rio Amarelo até os países localizados ao sudoeste, especialmente a Índia.

## Geografia
A área da província está na bacia de Sujuão, cercada pelo Himalaia (喜玛拉雅山脉）a Oeste, a cordilheira de Qinling (秦岭) a Norte, e as áreas montanhosas de Iunã ao Sul. O rio Azul cruza a região da bacia hidrográfica, irrigando áreas da China oriental. O rio Minjiang, no centro de Sujuão, é um afluente do alto Azul, ao qual ele se une em Yibin. O movimento de placas tectónicas formou a Failha de Longmenshan, que prossegue até as regiões montanhosas do nordeste, onde ocorreu o terremoto de 2008.
O clima varia imensamente. A bacia de Sujuão (incluindo Chengdu), na metade oriental da província, apresenta um clima subtropical de monções, com verões longos, húmidos e quentes, e invernos frios, curtos e nublados, com algumas das temperaturas mais baixas de toda a China. Já as áreas ocidentais apresentam um clima montanhoso, caracterizado por invernos muito frios e verões suaves e ensolarados. A parte sul da província, incluindo Panjihua, apresenta um clima subtropical, com invernos muito pouco rigorosos e verões quentes.
As províncias que cercam Sujuão são Xunquim, Tibete, Chingai, Gansu, Xanxim, Guizhou e Iunã.

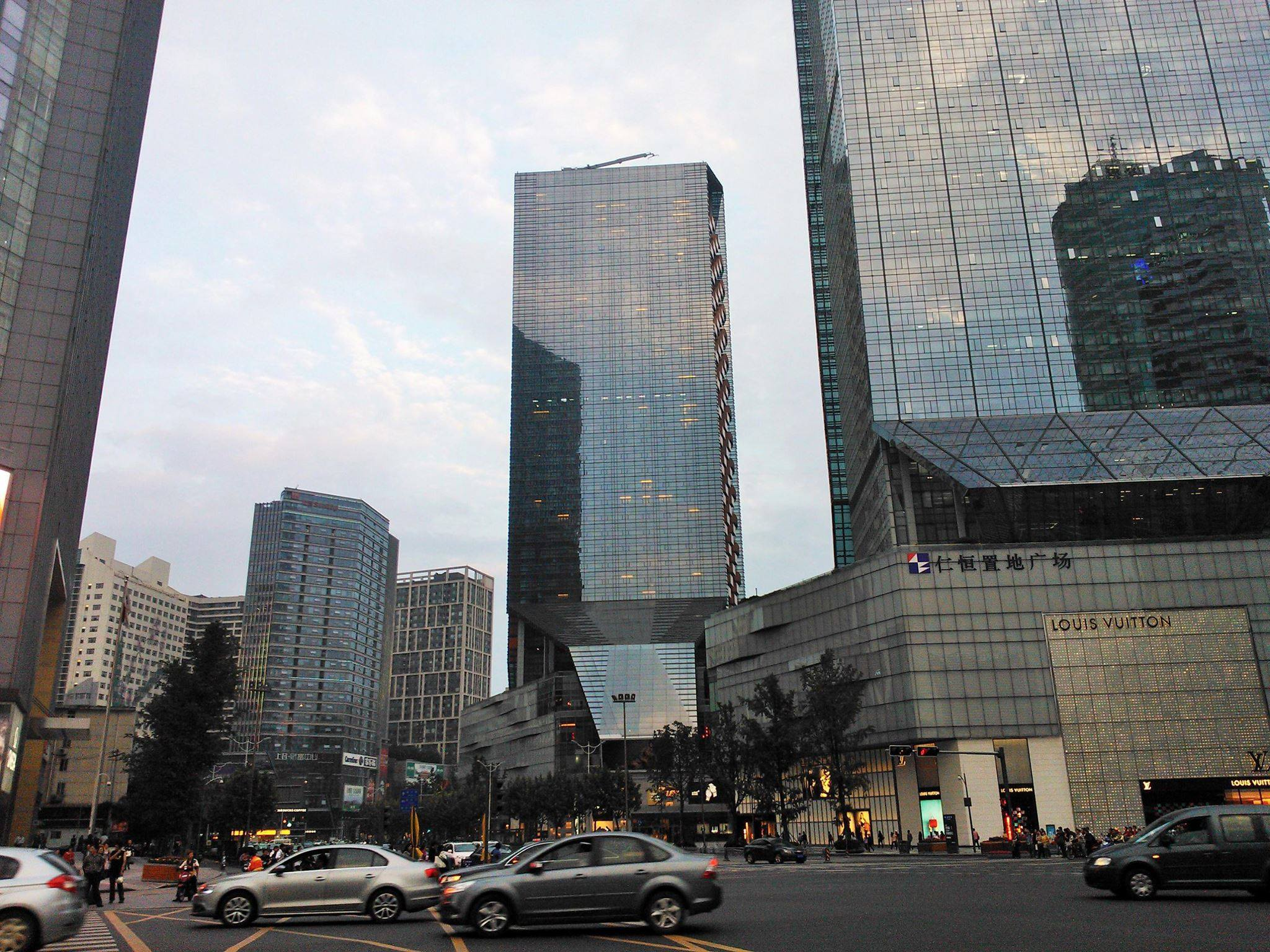
Hongzhaobi, na estrada do sul de Renmin, em Chengdu
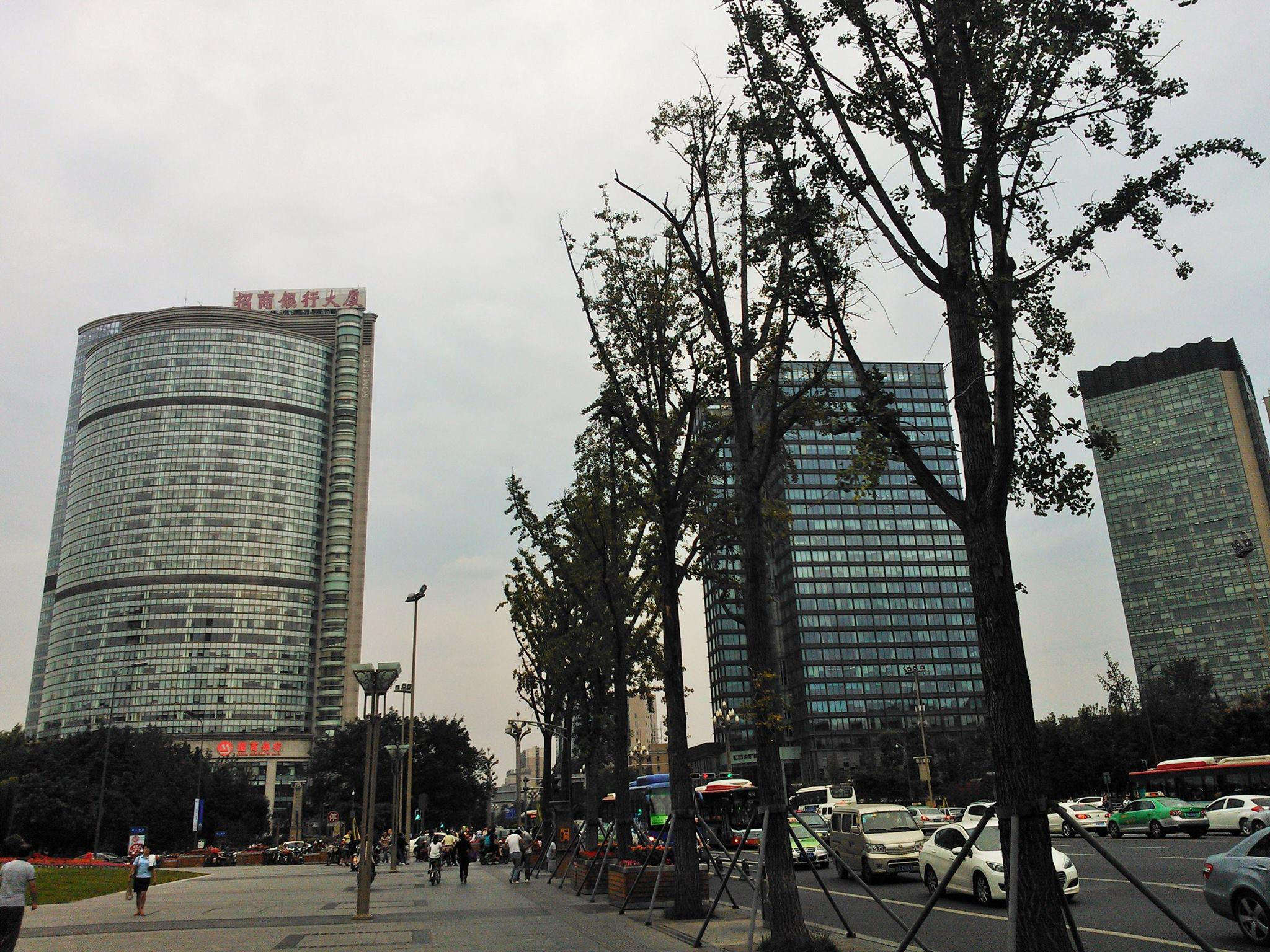
Estrada do sul de Renmin, em Chengdu
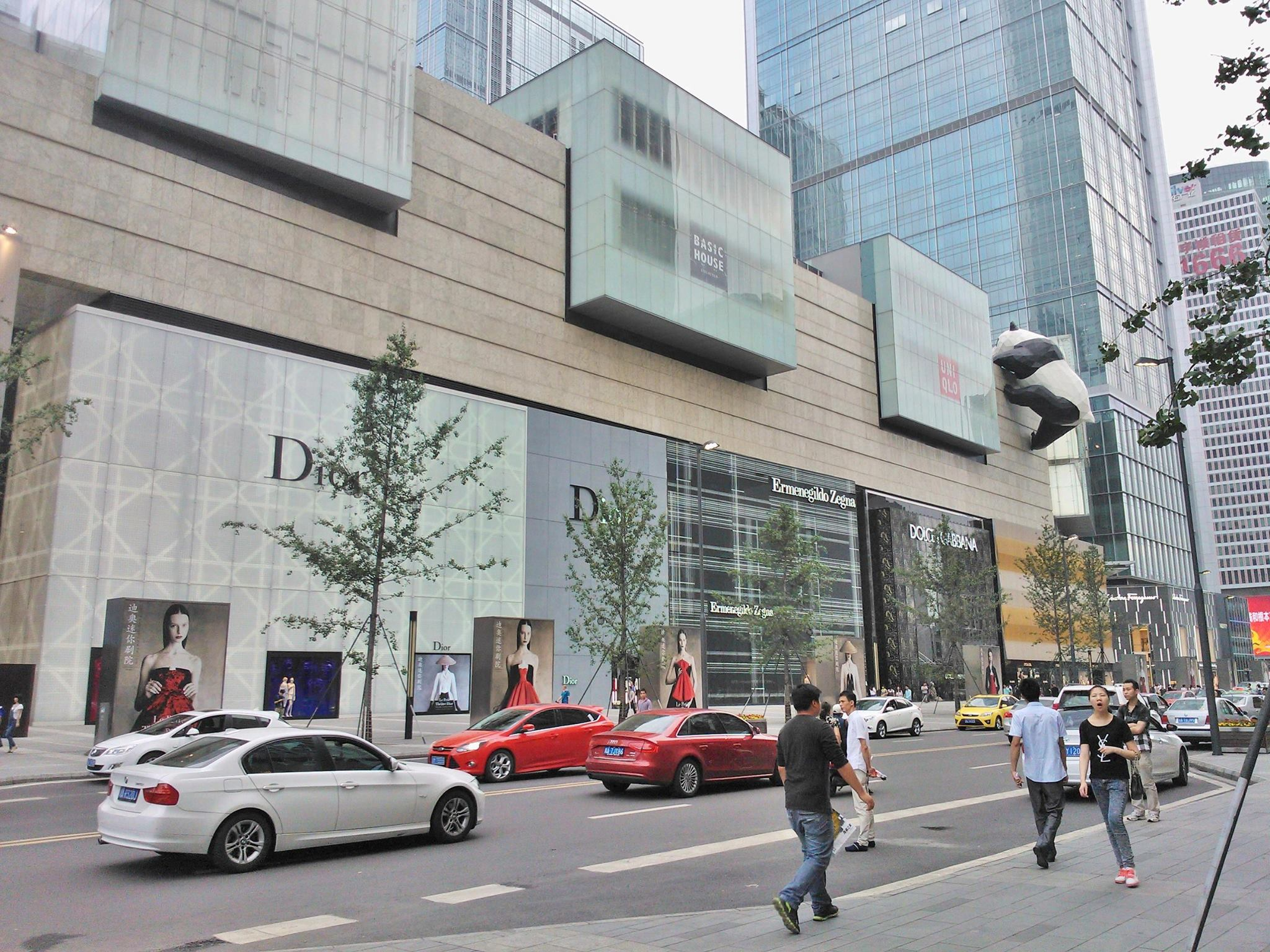
Estrada de Hongxing, em Chengdu
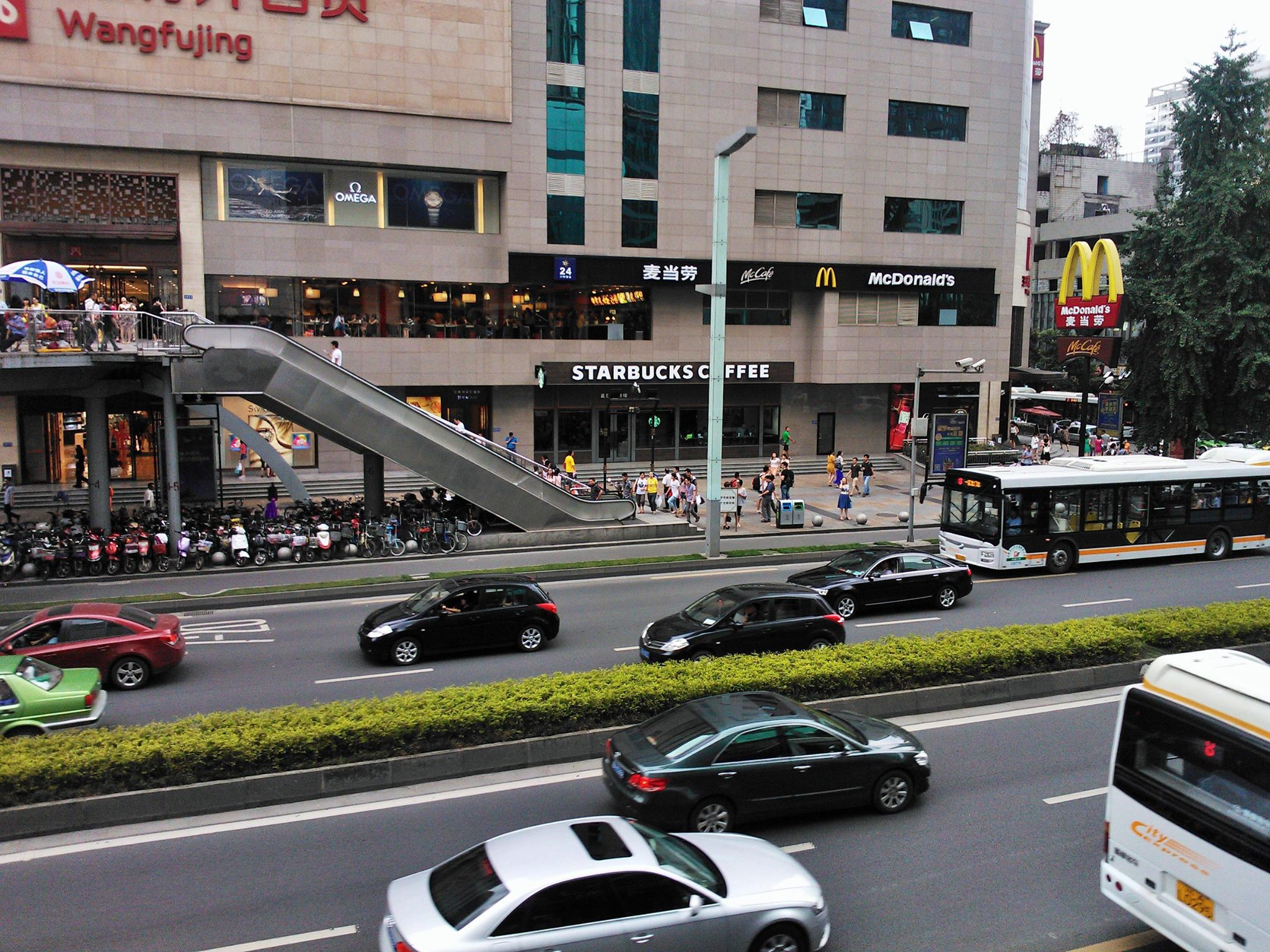
Estrada de Zongfu e avenida de Shudu, em Chengdu
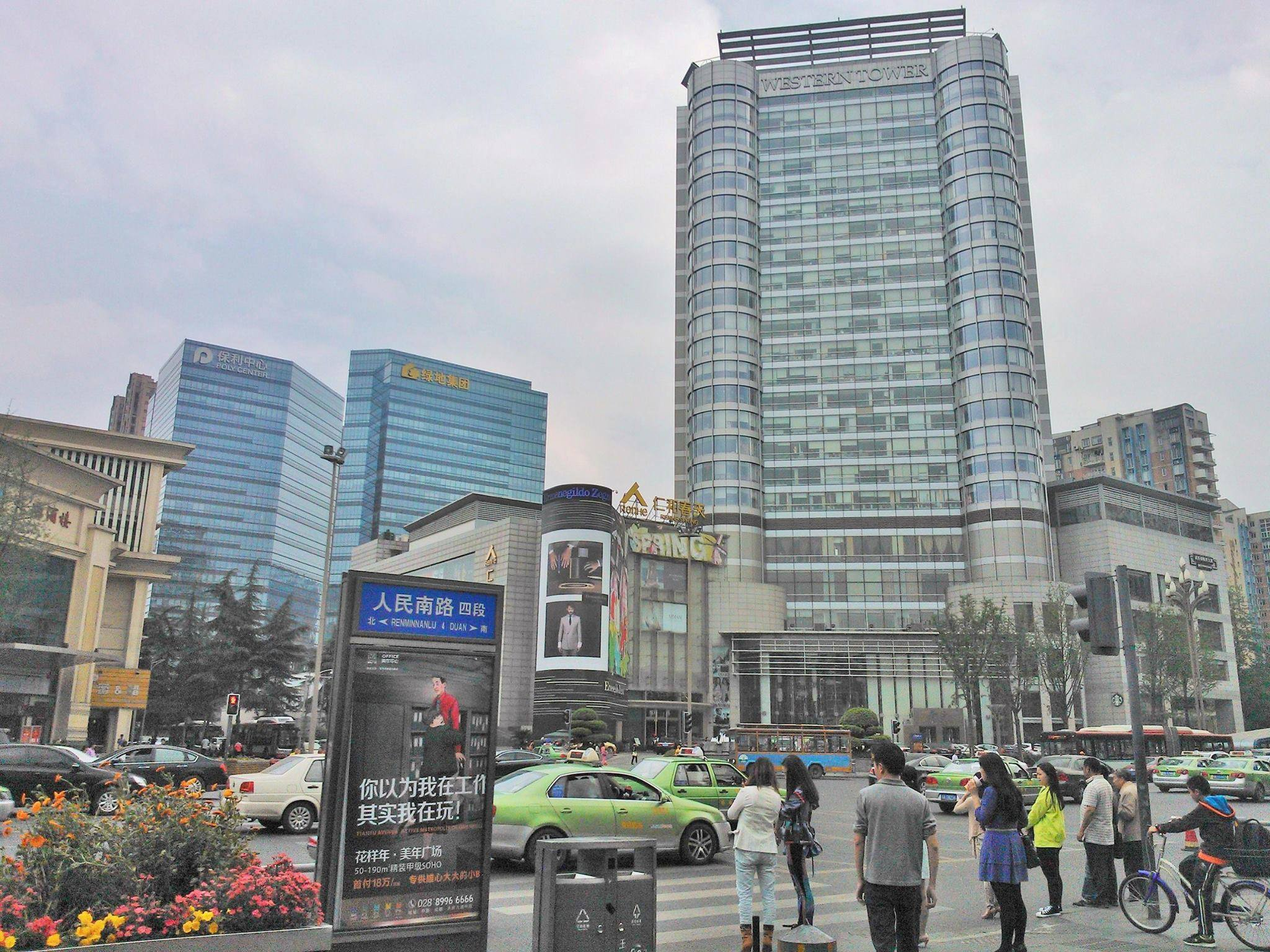
Nijia Qiao, na estrada do sul de Renmin, em Chengdu
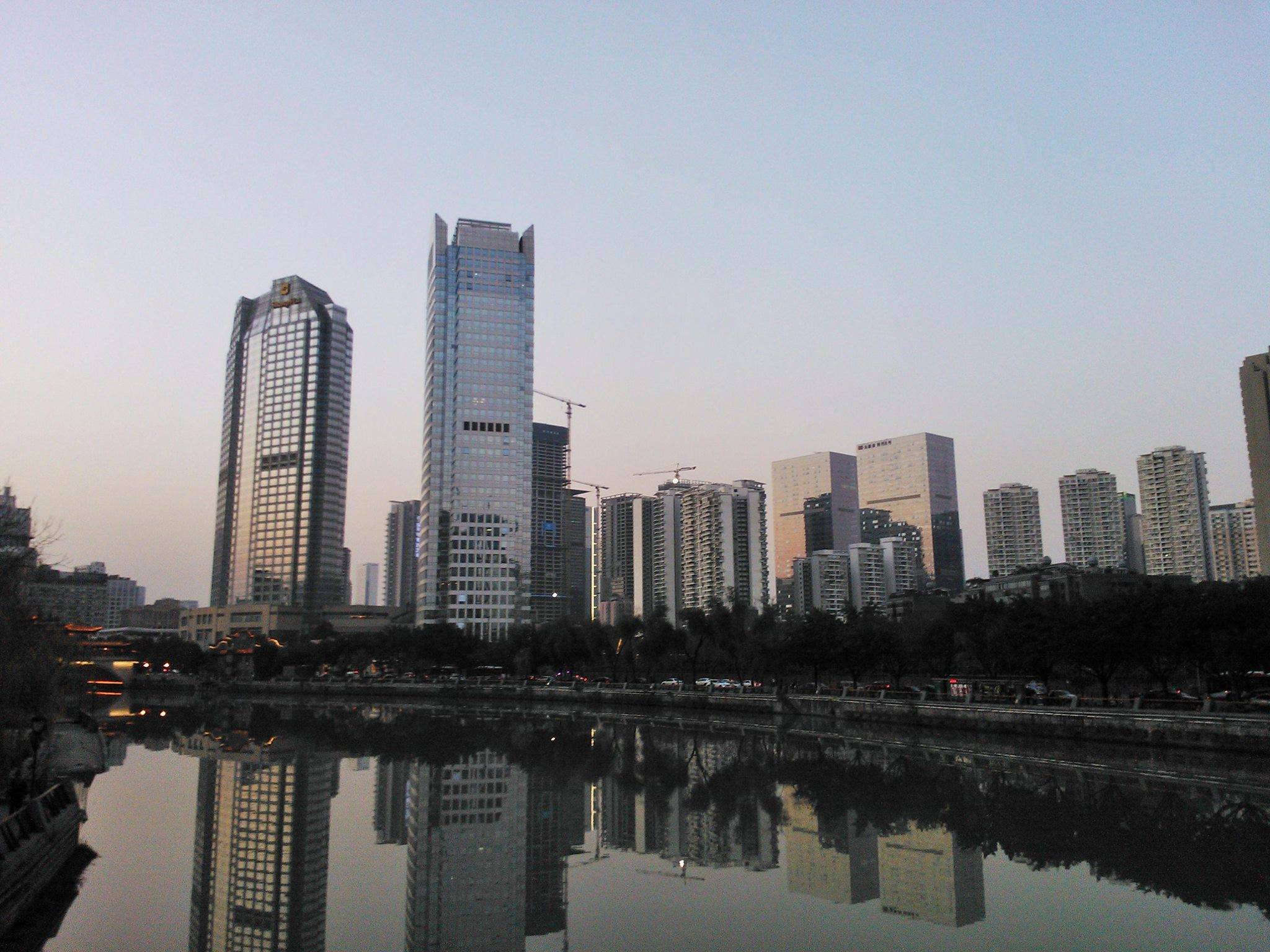
Rio Jin e Hotel Shangri-la, em Chengdu

## Política
A política de Sujuão está estruturada através dum sistema de bipartidarismo, como em todas as instituições governamentais da China continental.
O Governador de Sujuão é a autoridade mais alta do Governo Popular do Sujuão. No entanto, de acordo com o sistema de governo bipartidário da província, o governador tem menos poder que o Secretário do Comitê do Partido Comunista da China da província de Sujuão.

## Demografia

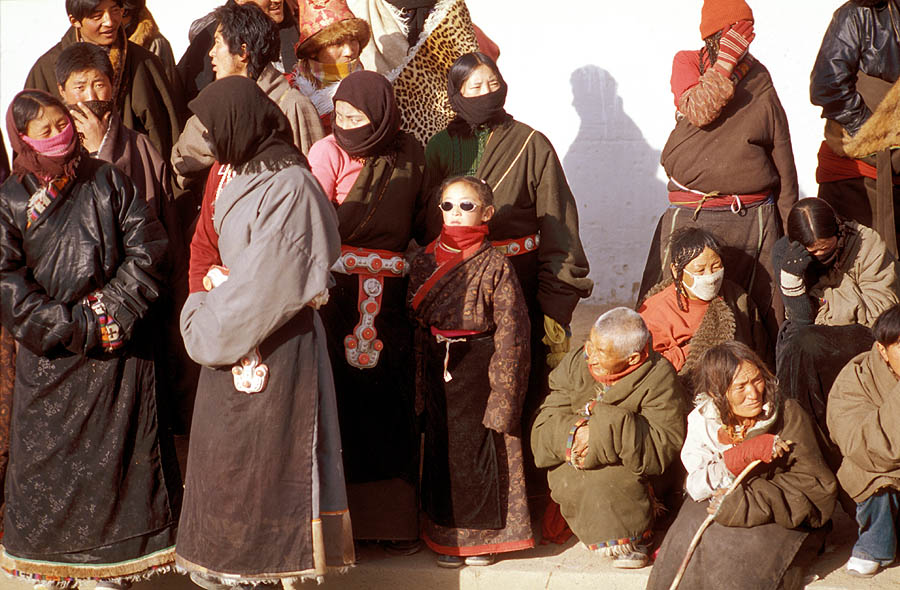
Tibetanos formam a principal minoria étnica em Sujuão

A maioria da população pertence à etnia han, e estão espalhados uniformemente pela província. Minorias significativas de tibetanos, yi, qiang e naxi residem na parte ocidental da província. Sujuão era a província mais populosa da China até que Chongqing fosse separada, o que fez de Henan a mais populosa atualmente (no entanto, com a inclusão dos imigrantes, Guangdong tem a maior população total).
Sujuão foi a terceira entidade sub-nacional mais populosa do mundo, depois de Utar Pradexe, na Índia, e da República Socialista Federativa Soviética da Rússia, assim como uma das quatro únicas a atingir a marca de mais de 100 milhões de habitantes. Atualmente ocupa o sexto lugar na lista de subdivisões de país pela população.

### Matriarcado
Na fronteira entre as províncias de Iunã e Sujuão, existe um lago de água doce, o lago Lugu, aonde se encontra uma das mais antigas sociedades matriarcais ainda remanescentesː a dos mosos. Além do comando feminino, o povoado desta região destaca-se pela ausência de criminalidade.
No livro Matriarchat in Südchina: Eine Forschungsreise zu den Mosuo (Taschenbuch), a autora, Heide Göttner-Abendroth, revela a raiz comum da palavra Ama, cujo significado é mãe, na língua local dos mosos; a palavra ainda encontra a mesma raiz no norte da África, onde também o matriarcado existiu e os quais se autodenominavam amazigues. Por esta razão, a antiga palavra Ama tem o significado de Mãe em seu sentido mais estrito; no sentido figurativo, denomina cultura matriarcal.

## Estados irmãos
- Washington, nos Estados Unidos (1982)
- Michigan, nos Estados Unidos (1982)
- Hiroshima, no Japão (1984)
- Yamanashi, no Japão (1985)
- Pyongan Sul, na Coreia do Norte (1985)
- Sul-Pirenéus, na França (1987)
- Renânia do Norte-Vestefália, na Alemanha (1988)
- Leicestershire, na Inglaterra (1988)
- Piemonte, na Itália (1990)
- Pernambuco, no Brasil (1992)
- Tolna, na Hungria (1993)
- Comunidade Valenciana, na Espanha (1994)
- Região de Bruxelas-Capital, na Bélgica (1995)
- Estado de Barinas, na Venezuela (2001)
- Frísia, nos Países Baixos (2001)
- Almati, no Cazaquistão (2001)
- Mpumalanga, na África do Sul (2002)
- Jeollanam-do, na Coreia do Sul (2004)